# Dominique Laffin
Dominique Laffin (3 tháng 6 năm 1952 – 12 tháng 6 năm 1985) là nữ diễn viên điện ảnh người Pháp, đã diễn xuất trong 19 phim từ năm 1977 tới năm 1985.

## Sự nghiệp
Dominique Laffin sinh tại  tại Saint-Mandé, Val-de-Marne, Pháp Dominique Laffin bắt đầu đóng phim từ năm 1977. Năm 1979, bà nổi tiếng ở vai diễn trong phim La Femme qui pleure của đạo diễn Jacques Doillon, được giới bình luận hoan nghênh. Bà đã được đề cử nhận Giải César cho nữ diễn viên chính xuất sắc nhất. Cùng năm, bà đồng diễn vai chính với Roberto Benigni trẻ trong phim Chiedo asilo. Bà đã diễn xuất chung với nhiều ngôi sao điện ảnh đang lên của Pháp, trong đó có Gérard Depardieu, Juliette Binoche và Miou-Miou cũng như các ngôi sao đã thành danh như Yves Montand.
Sà mất năm 1985 tại Paris, khi mới 33 tuổi vì bị nhồi máu cơ tim. Sau này, người con gái của bà nói rằng bà đã tự tử.
Dominique Laffin được mai táng gần nhà đạo diễn nổi tiếng François Truffaut trong nghĩa trang Montmartre ở khu Montmartre, thành phố Paris.
Năm 2007, đạo diễn Laurent Perrin - người đã đạo diễn bà trong phim Passage secret - đã làm một phim tài liệu về bà mang tên: "Dominique Laffin, portrait d'une enfant pas sage".
Bà có một con gái, nữ chính trị gia kiêm nhà báo Clémentine Autain, sinh năm 1973.

## Giải thưởng
- 1980: Giải Suzanne Bianchetti, dành cho nữ diễn viên trẻ triển vọng nhất.

## Danh mục phim
- Passage secret (1985)
- Akropolis Now (1983)
- Le Cri du printemps (1983)
- Garçon! (1983) (Waiter!)
- Liberty Belle (1983) (Liberty Belle)
- System ohne Schatten (1983) (Closed Circuit)
- Room Service (1982)
- La Meute (1982) (TV)
- La Tribu des vieux enfants (1982) (TV)
- Vive la mariée (1980)
- L'Empreinte des géants (1980) (The Imprint of Giants)
- L' Oeil du maître (1980) (His Master's Eye)
- Chiedo asilo (1979) (Seeking Asylum)
- Tapage nocturne (1979) (Nocturnal Uproar)
- Félicité (1979)
- La Femme qui pleure (1979) (The Crying Woman)
- Les Seize ans de Jérémy Millet (1978)
- Les Petits câlins (1978) (The Little Wheedlers)
- La Nuit, tous les chats sont gris (1977) (At Night, All Cats Are Grey)
- Dites-lui que je l'aime (1977) (This Sweet Sickness)